# Graça Aranha, Maranhão
Graça Aranha  este un oraș în unitatea federativă Maranhão (MA), Brazilia.